# Gonzalo Luján
Gonzalo Luján Melli (ur. 27 kwietnia 2001 w Buenos Aires) – argentyński piłkarz grający na pozycji obrońcy w argentyńskim klubie San Lorenzo. Młodzieżowy reprezentant Argentyny. Uczestnik Letnich Igrzysk Olimpijskich 2024 w Paryżu.